# Gan (Laamu)
Gan (Gamu) (malediw. ގަން) – wyspa na Malediwach, na atolu Laamu. Według danych szacunkowych na rok 2009 liczyła 2670 mieszkańców.